# Meles
Meles es un género de mustélido cuyas especies integrantes se conocen vulgarmente como tejones. Son animales de constitución robusta, extremidades cortas y locomoción semiplantígrada. Las garras no son retráctiles y se encuentran muy desarrolladas debido a sus hábitos excavadores. Los tejones actuales son omnívoros, pudiendo alimentarse de una gran variedad de recursos, tales como frutos, semillas, tubérculos y raíces, pequeños mamíferos, reptiles, aves, anfibios, moluscos, insectos, larvas e incluso carroña.
El género se originó en China en el Mioceno superior (posiblemente a partir del género Melodon), y alcanzó Europa durante el Plioceno inferior. En el Plioceno superior y el Pleistoceno el género se diversificó, habiéndose reconocido cuatro especies además de Meles meles:
- Meles gennevauxi † (Viret 1939), del Plioceno inferior.
- Meles thorali † (Viret 1950), del Plioceno superior.
- Meles iberica † (Arribas y Garrido 2007)
- Meles dimitrius † (koufos 1992)

En la actualidad, el número de especies reconocidas varía de unos autores a otros. Tradicionalmente se diferencian tres especies:
- Meles anakuma, tejón japonés
- Meles leucurus, tejón asiático
- Meles meles, tejón europeo

Algunos autores sólo reconocen una, Meles meles, en la que se agrupan las tres anteriores, y otros reconocen una cuarta, Meles canescens, del sur y centro de Asia.